# Mario Kart World
Mario Kart World — картинговая гоночная игра, разработанная компанией Nintendo эксклюзивно для Nintendo Switch 2. Релиз проекта произошёл 5 июня 2025 года в качестве стартовой линейки консоли. Ключевой особенностью и новшеством Mario Kart World — на фоне предыдущих частей франшизы — является добавление открытого мира. Игра поддерживает русский язык.

## Игровой процесс
Mario Kart World представляет собой картинговую гоночную игру. Как и в предыдущих играх франшизы, игроки берут на себя управление персонажами из серии Mario, перемещающимся по трассам на картинговых гоночных средствах. В игре представлено около 60 игровых персонажей, многие из которых также имеют альтернативные костюмы. Игра поддерживает мультиплеер до 24 игроков (больше, чем в предыдущих играх Mario Kart) и отличается наличием «огромного» открытого мира, разделённого на регионы (от городов и пустынь до океанов), с динамичной сменой погоды и времени суток.
В открытом мире можно посещать закусочную «У Йоши» и заказывать там еду, чтобы разблокировать костюмы для персонажей, а также свободно исследовать карту, чтобы искать секреты и выполнять миссии. Режим «Гран-при» представляет собой серию из четырёх заездов, проходящих по всему миру — гонщикам предстоит ехать от одной трассы к другой. В режиме «Тур на вылет» игрокам предстоит участвовать в продолжительных ралли, перемещаясь между контрольными точками «на выбывание». Помимо новых трасс, в игре присутствуют переосмысленные версий трасс из предыдущих частей серии.
В игре появилось несколько новых приёмов, таких как заряженный прыжок, который позволяет перепрыгивать препятствия, скользить по электропроводам и уклоняться от атак противников. Выполняя такой прыжок в сторону стены, по ней можно проскользить. Также появились несколько новых предметов, таких как «Монетная ракушка» (атакующий снаряд, оставляющий за собой монеты, которые можно собрать для бонусов), «Ледяной цветок» (замораживает соперников, вынуждая их скользить), «Молот» (летит по дуге и втыкается в трассу) и «Камек» (ослабляет ближайших противников, снижая их скорость).

## Разработка
Слухи о преемнике Mario Kart 8 (2014) появились после выхода Mario Kart 8 Deluxe (2017) для Nintendo Switch. В 2021 году появились сообщения, что новая гоночная игра Nintendo находится в разработке «как минимум два [или] три года». 16 января 2025 года Nintendo анонсировала Nintendo Switch 2, показав отрывки из новой игры Mario Kart. Критики сравнили новый — «более мультяшный» — художественный стиль проекта с платформером Super Mario Bros. Wonder и фильмом «Братья Супер Марио в кино» (в частности редизайн «классического» облика Донки Конга), вышедшими в 2023 году.

## Выпуск
Mario Kart World была анонсирована 2 апреля 2025 года во время презентации Nintendo Direct. Цена новинки составит 79,99 долларов, это на 20 долларов выше цен на игры с оригинальной Nintendo Switch и большинства AAA-проектов. Mario Kart World станет первой игрой Nintendo, чья стоимость превысит 70 долларов за стандартное издание, также гоночная аркада станет самым дорогим релизом от Nintendo на старте. После последовавшей волны критики вице-президент Nintendo of America Билл Тринен подчеркнул, что компания определяет стоимость каждой игры индивидуально, оценивая объем контента и общую ценность продукта. По его словам, Mario Kart World предлагает настолько масштабный и насыщенный опыт, что полностью оправдывает повышенную цену. Он посоветовал скептикам дождаться специального Nintendo Direct по Mario Kart (состоявшегося 17 апреля), чтобы увидеть все особенности игры. Релиз проекта состоялся 5 июня эксклюзивно на Nintendo Switch 2.

## Отзывы
| Сводный рейтинг       | Сводный рейтинг |
| Агрегатор             | Оценка          |
| --------------------- | --------------- |
| Metacritic            | 86/100          |
| OpenCritic            | 87/100 (97 %)   |
| Иноязычные издания    |                 |
| Издание               | Оценка          |
| 4Players              | 8,5/10          |
| Destructoid           | 9/10            |
| Digital Trends        | [ 27 ]          |
| Edge                  | 8/10            |
| Eurogamer             | [ 29 ]          |
| Gameblog              | 9/10            |
| Game Informer         | 8,25/10         |
| GamePro               | 88/100          |
| GameSpot              | 9/10            |
| GamesRadar+           | [ 34 ]          |
| GameStar              | 85/100          |
| Hardcore Gamer        | 4,5/5           |
| IGN                   | 8/10            |
| Jeuxvideo.com         | 17/20           |
| Nintendo Life         | [ 39 ]          |
| Nintendo World Report | 8/10            |
| The Games Machine     | 9,5/10          |
| The Guardian          | [ 42 ]          |
| Video Games Chronicle | [ 43 ]          |

Mario Kart World получила «в основном положительные» отзывы от критиков, согласно агрегатору рецензий Metacritic. По данным OpenCritic, 97 % рецензентов рекомендовали игру, средняя оценка от ведущих критиков составила 87 баллов из 100.